# Gabriella Doueihy
Gabriella Doueihy (née le 30 avril 1999 à Ehden) est une nageuse libanaise.
Elle a participé à l'épreuve des 400 m nage libre lors des Jeux olympiques d'été de 2016 avec un temps de 4 min 31 s 21 et des 200 m nage libre lors des Jeux olympiques d'été de 2020 avec un temps de 2 min 11 s 29. 